# Camon (Ariège)
Pour les articles homonymes, voir Camon.
Camon (Camon en occitan languedocien) est une commune française située dans le nord-est du département de l'Ariège, en région Occitanie. Sur le plan historique et culturel, la commune fait partie du pays d'Olmes, haut lieu de la tragédie cathare alliant des paysages d'une extrême diversité.
Exposée à un climat océanique altéré, elle est drainée par l'Hers-Vif, le ruisseau de Roubichoux et par divers autres petits cours d'eau. La commune possède un patrimoine naturel remarquable : un site Natura 2000 (« Garonne, Ariège, Hers, Salat, Pique et Neste ») et cinq zones naturelles d'intérêt écologique, faunistique et floristique.
Camon est une commune rurale qui compte 152 habitants en 2022, après avoir connu un pic de population de 628 habitants en 1831. Ses habitants sont appelés les Camonais ou Camonaises.
Le patrimoine architectural de la commune comprend deux  immeubles protégés au titre des monuments historiques : la Maison haute de Camon, inscrite en 2007, et le prieuré et les remparts, inscrits en 1964 puis en 1994.

## Géographie

### Localisation
1. Carte dynamique
2. Carte Openstreetmap
3. Carte topographique
4. Carte avec les communes environnantes

La commune de Camon se trouve dans le département de l'Ariège, en région Occitanie.
Elle se situe à 30 km à vol d'oiseau de Foix, préfecture du département, à 31 km de Pamiers, sous-préfecture, et à 11 km de Mirepoix, bureau centralisateur du canton de Mirepoix dont dépend la commune depuis 2015 pour les élections départementales.
La commune fait en outre partie du bassin de vie de Lavelanet.
Les communes les plus proches sont : 
Corbières (2,8 km), Sonnac-sur-l'Hers (2,9 km), Belloc (3,1 km), Tréziers (4,1 km), Lagarde (4,1 km), Montbel (5,1 km), Chalabre (5,3 km), Saint-Quentin-la-Tour (5,6 km).
Sur le plan historique et culturel, Camon fait partie du pays d'Olmes, haut lieu de la tragédie cathare alliant des paysages d'une extrême diversité.
Camon est limitrophe de six autres communes dont deux dans le département de l'Aude.
Les communes limitrophes sont  Belloc, Corbières, Lagarde, Montbel, Saint-Quentin-la-Tour et Sonnac-sur-l'Hers.
|                       | Lagarde | Corbières (Aude)         |
| Saint-Quentin-la-Tour | Camon   | Sonnac-sur-l'Hers (Aude) |
| Belloc                | Montbel |                          |

### Géologie et relief
La commune est située dans le Bassin aquitain, le deuxième plus grand bassin sédimentaire de la France après le Bassin parisien, certaines parties étant recouvertes par des formations superficielles. Les terrains affleurants sur le territoire communal sont constitués de roches sédimentaires datant du Cénozoïque, l'ère géologique la plus récente sur l'échelle des temps géologiques, débutant il y a 66 millions d'années. La structure détaillée des couches affleurantes est décrite dans les feuilles « n°1058 - Mirepoix » et « n°1076 - Lavelanet » de la carte géologique harmonisée au 1/50 000ème du département de l'Ariège, et leurs notices associées,.
La superficie cadastrale de la commune publiée par l’Insee, qui sert de références dans toutes les statistiques, est de 10,25 km2,. La superficie géographique, issue de la BD Topo, composante du Référentiel à grande échelle produit par l'IGN, est quant à elle de 10,32 km2. Son relief est relativement accidenté puisque la dénivelée maximale atteint 256 mètres. L'altitude du territoire varie entre 326 m et 582 m.

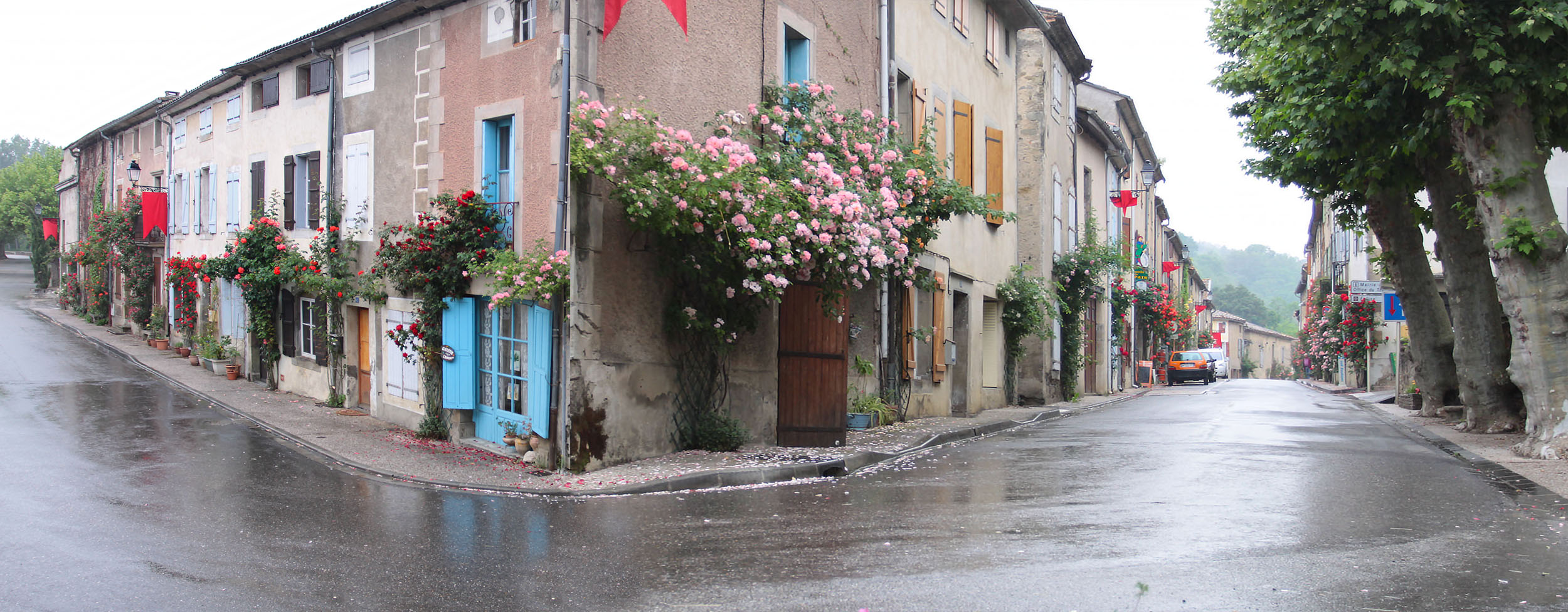

### Hydrographie

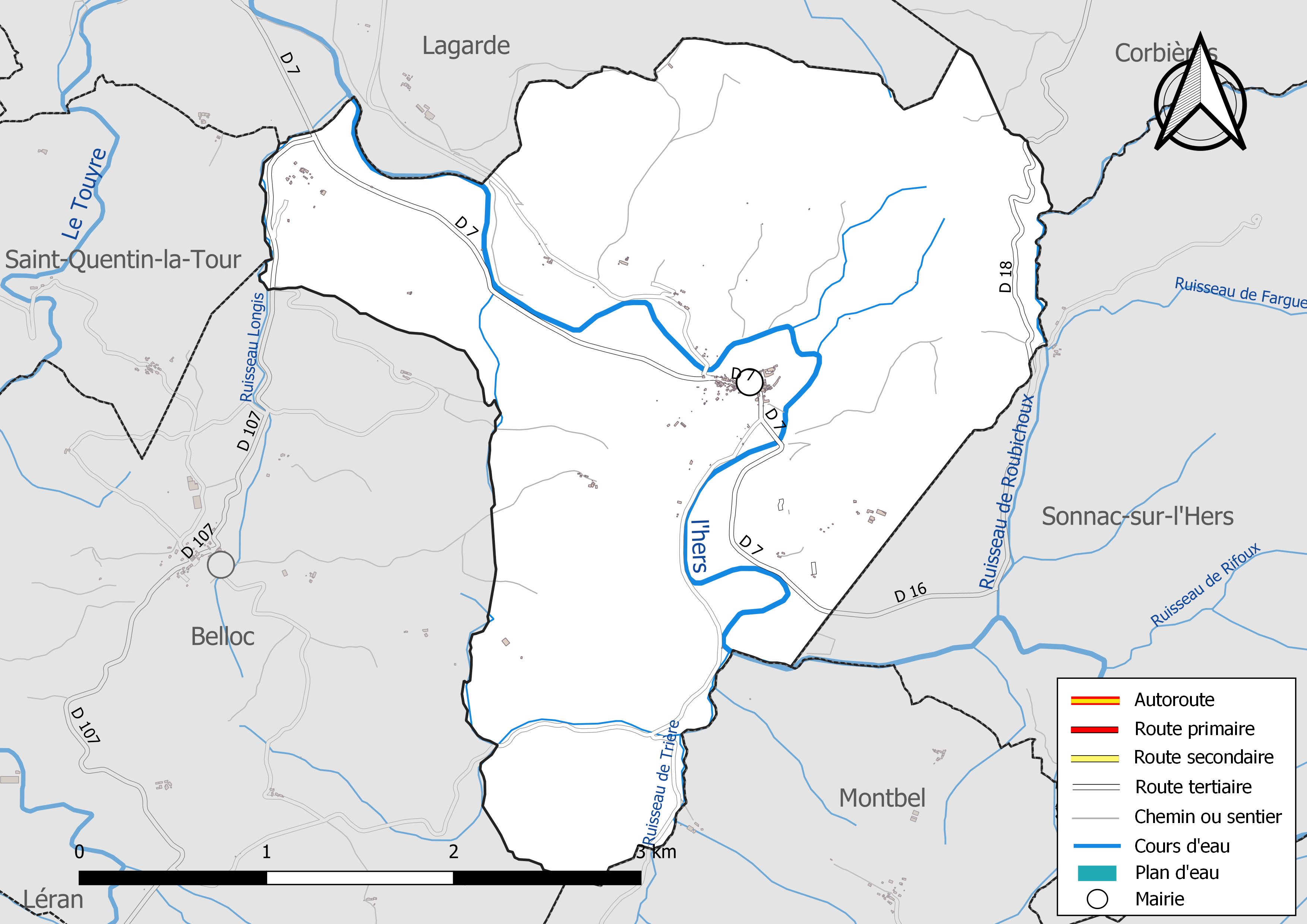
Réseaux hydrographique et routier de Camon.

La commune est dans le bassin versant de la Garonne, au sein du bassin hydrographique Adour-Garonne. Elle est drainée par l'Hers-Vif, le ruisseau de Roubichoux, le ruisseau de Fargue, le ruisseau de Trière, le ruisseau Longis et par divers petits cours d'eau, constituant un réseau hydrographique de 12 km de longueur totale,.
L'Hers-Vif, d'une longueur totale de 134,9 km, prend sa source dans la commune de Prades et s'écoule du sud vers le nord. Il traverse la commune et se jette dans l'Ariège à Cintegabelle, après avoir traversé 41 communes.

### Climat
Pour des articles plus généraux, voir Climat de l'Occitanie et Climat de l'Ariège.
En 2010, le climat de la commune est de type climat méditerranéen altéré, selon une étude s'appuyant sur une série de données couvrant la période 1971-2000. En 2020, Météo-France publie une typologie des climats de la France métropolitaine dans laquelle la commune est exposée à un climat de montagne et est dans une zone de transition entre les régions climatiques « Pyrénées orientales » et « Pyrénées centrales ».
Pour la période 1971-2000, la température annuelle moyenne est de 12,4 °C, avec une amplitude thermique annuelle de 16,1 °C. Le cumul annuel moyen de précipitations est de 891 mm, avec 10,1 jours de précipitations en janvier et 5,7 jours en juillet. Pour la période 1991-2020, la température moyenne annuelle observée sur la station météorologique la plus proche, située sur la commune de Léran à 6 km à vol d'oiseau, est de 12,5 °C et le cumul annuel moyen de précipitations est de 810,2 mm,. Pour l'avenir, les paramètres climatiques de la commune estimés pour 2050 selon différents scénarios d'émission de gaz à effet de serre sont consultables sur un site dédié publié par Météo-France en novembre 2022.

### Milieux naturels et biodiversité

#### Réseau Natura 2000

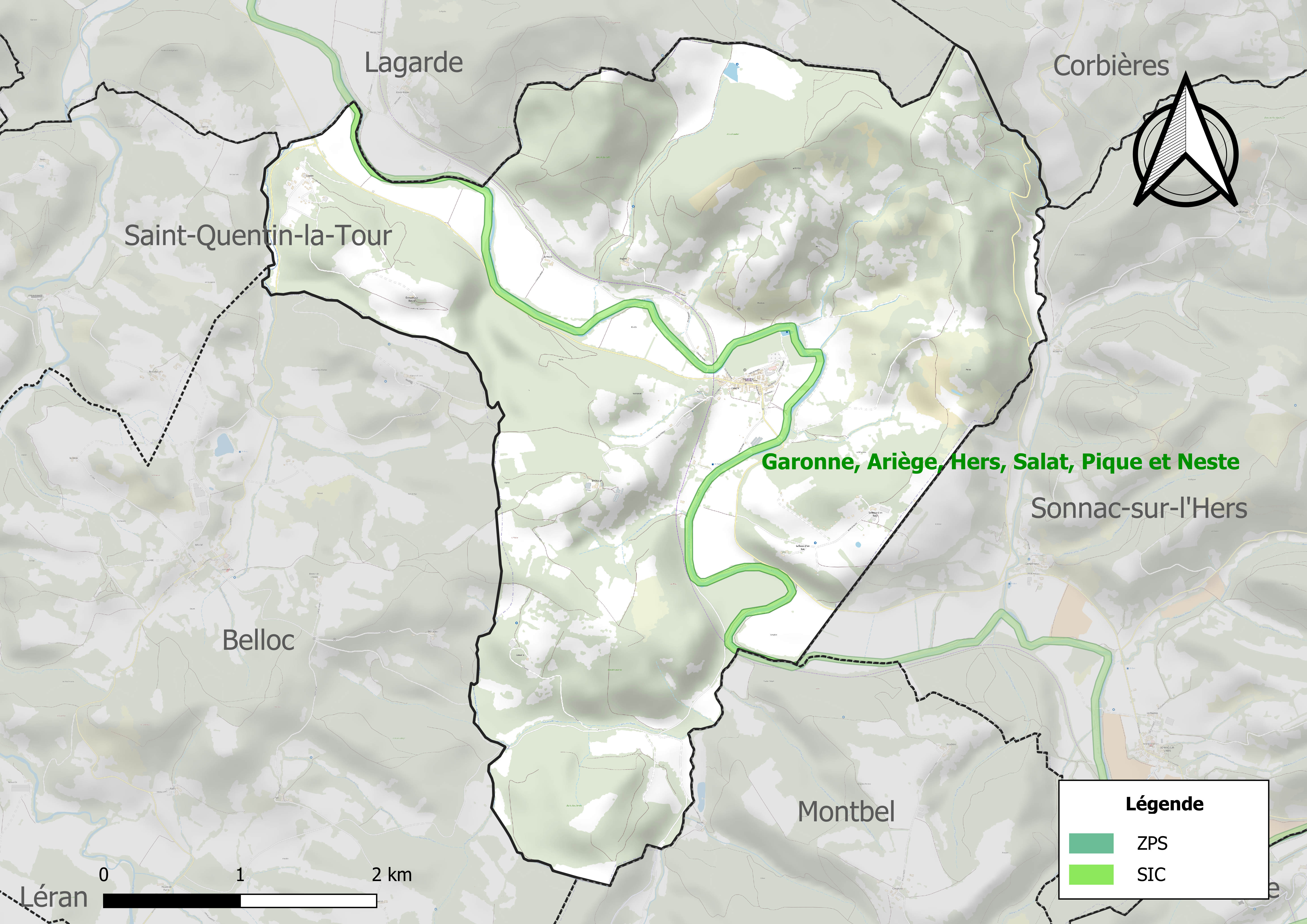
Site Natura 2000 sur le territoire communal.

Le réseau Natura 2000 est un réseau écologique européen de sites naturels d'intérêt écologique élaboré à partir des directives habitats et oiseaux, constitué de zones spéciales de conservation (ZSC) et de zones de protection spéciale (ZPS).
Un site Natura 2000 a été défini sur la commune au titre de la directive habitats : « Garonne, Ariège, Hers, Salat, Pique et Neste », d'une superficie de 9 581 ha, un réseau hydrographique pour les poissons migrateurs, avec des zones de frayères actives et potentielles importantes pour le Saumon en particulier qui fait l'objet d'alevinages réguliers et dont des adultes atteignent déjà Foix sur l'Ariège.

#### Zones naturelles d'intérêt écologique, faunistique et floristique
L’inventaire des zones naturelles d'intérêt écologique, faunistique et floristique (ZNIEFF) a pour objectif de réaliser une couverture des zones les plus intéressantes sur le plan écologique, essentiellement dans la perspective d’améliorer la connaissance du patrimoine naturel national et de fournir aux différents décideurs un outil d’aide à la prise en compte de l’environnement dans l’aménagement du territoire.
Trois ZNIEFF de type 1 sont recensées sur la commune :
- le « bois d'en Bas et bois de Borreil » (2 973 ha), couvrant 8 communes dont 1 dans l'Ariège et 7 dans l'Aude[29] ;
- le « cours de l'Hers » (891 ha), couvrant 41 communes dont 32 dans l'Ariège, 7 dans l'Aude et 2 dans la Haute-Garonne[30],
- le « lac de Montbel et partie orientale du bas pays d'Olmes » (7 200 ha), couvrant 38 communes dont 30 dans l'Ariège et 8 dans l'Aude[31] ;

et deux ZNIEFF de type 2, : 
- les « coteaux du Palassou » (26 749 ha), couvrant 48 communes dont 43 dans l'Ariège et 5 dans l'Aude[32] ;
- « l'Hers et ripisylves » (1 417 ha), couvrant 41 communes dont 32 dans l'Ariège, 7 dans l'Aude et 2 dans la Haute-Garonne[33].

Carte des ZNIEFF de type 1 et 2 à Camon.
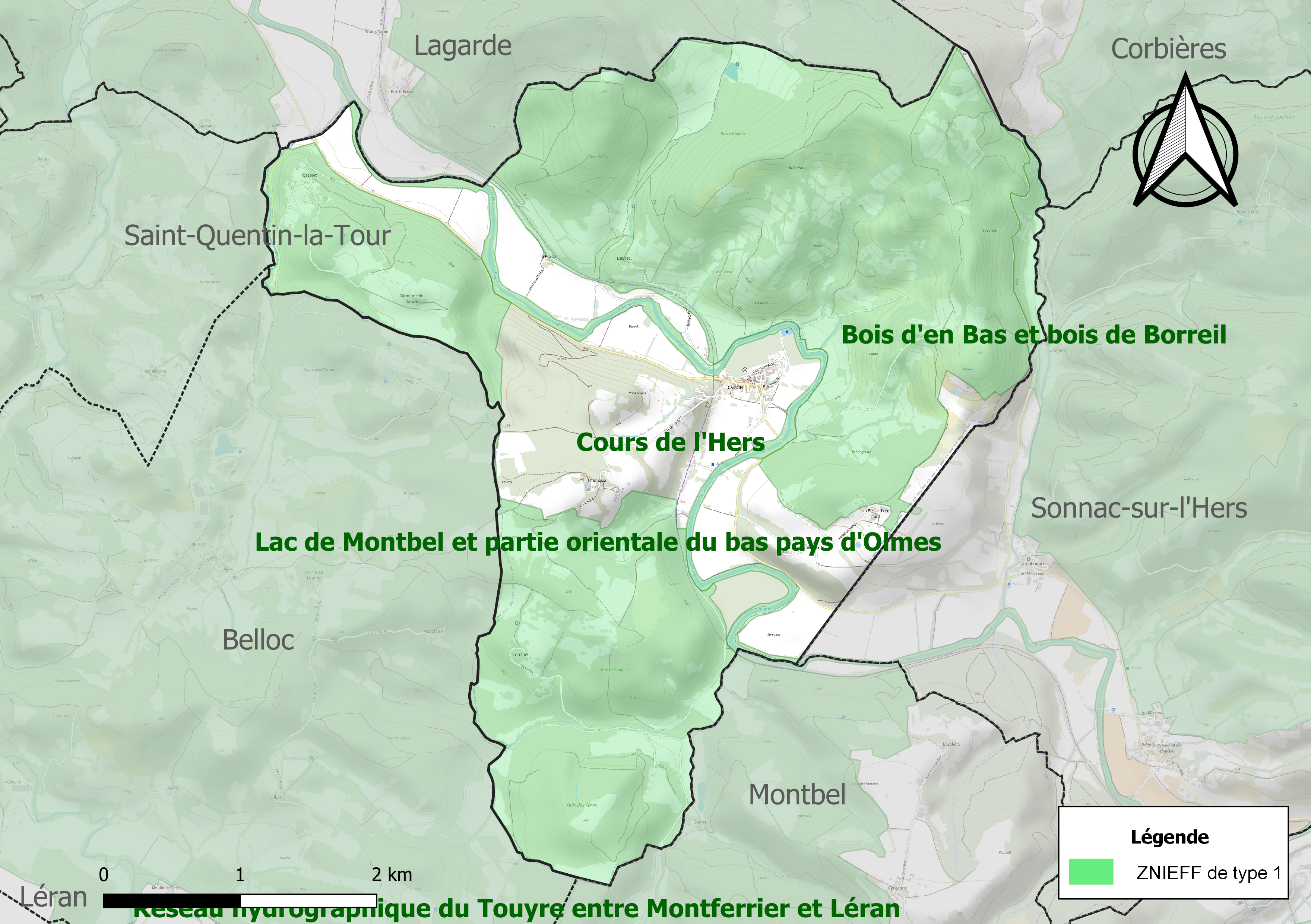
Carte des ZNIEFF de type 1 sur la commune.
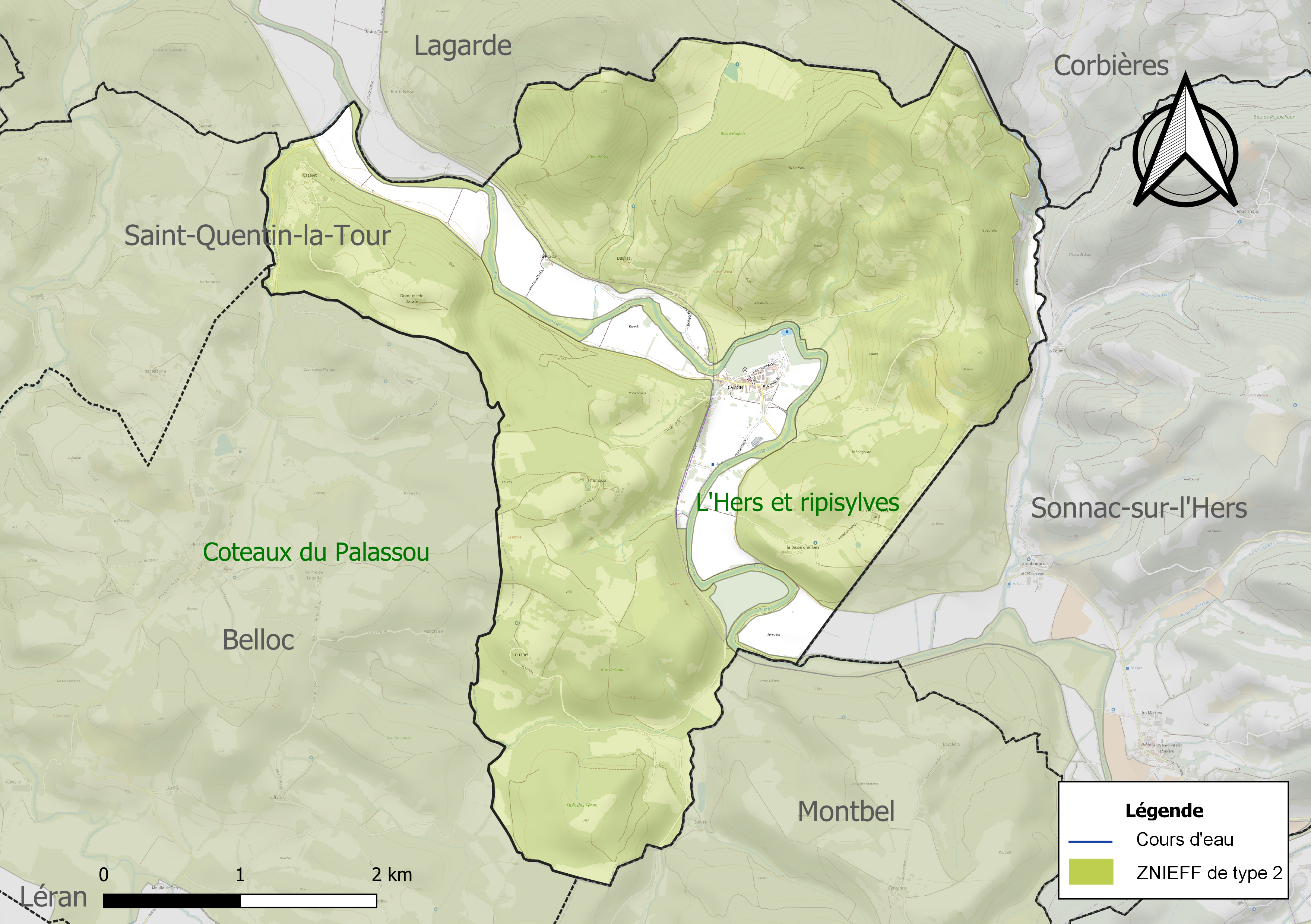
Carte des ZNIEFF de type 2 sur la commune.

## Urbanisme

### Typologie
Au 1er janvier 2024, Camon est catégorisée commune rurale à habitat dispersé, selon la nouvelle grille communale de densité à sept niveaux définie par l'Insee en 2022.
Elle est située hors unité urbaine et hors attraction des villes,.

### Occupation des sols
L'occupation des sols de la commune, telle qu'elle ressort de la base de données européenne d’occupation biophysique des sols Corine Land Cover (CLC), est marquée par l'importance des territoires agricoles (51 % en 2018), une proportion identique à celle de 1990 (51 %). La répartition détaillée en 2018 est la suivante : 
forêts (49 %), prairies (27,7 %), zones agricoles hétérogènes (14,8 %), terres arables (8,5 %). L'évolution de l’occupation des sols de la commune et de ses infrastructures peut être observée sur les différentes représentations cartographiques du territoire : la carte de Cassini (XVIIIe siècle), la carte d'état-major (1820-1866) et les cartes ou photos aériennes de l'IGN pour la période actuelle (1950 à aujourd'hui).

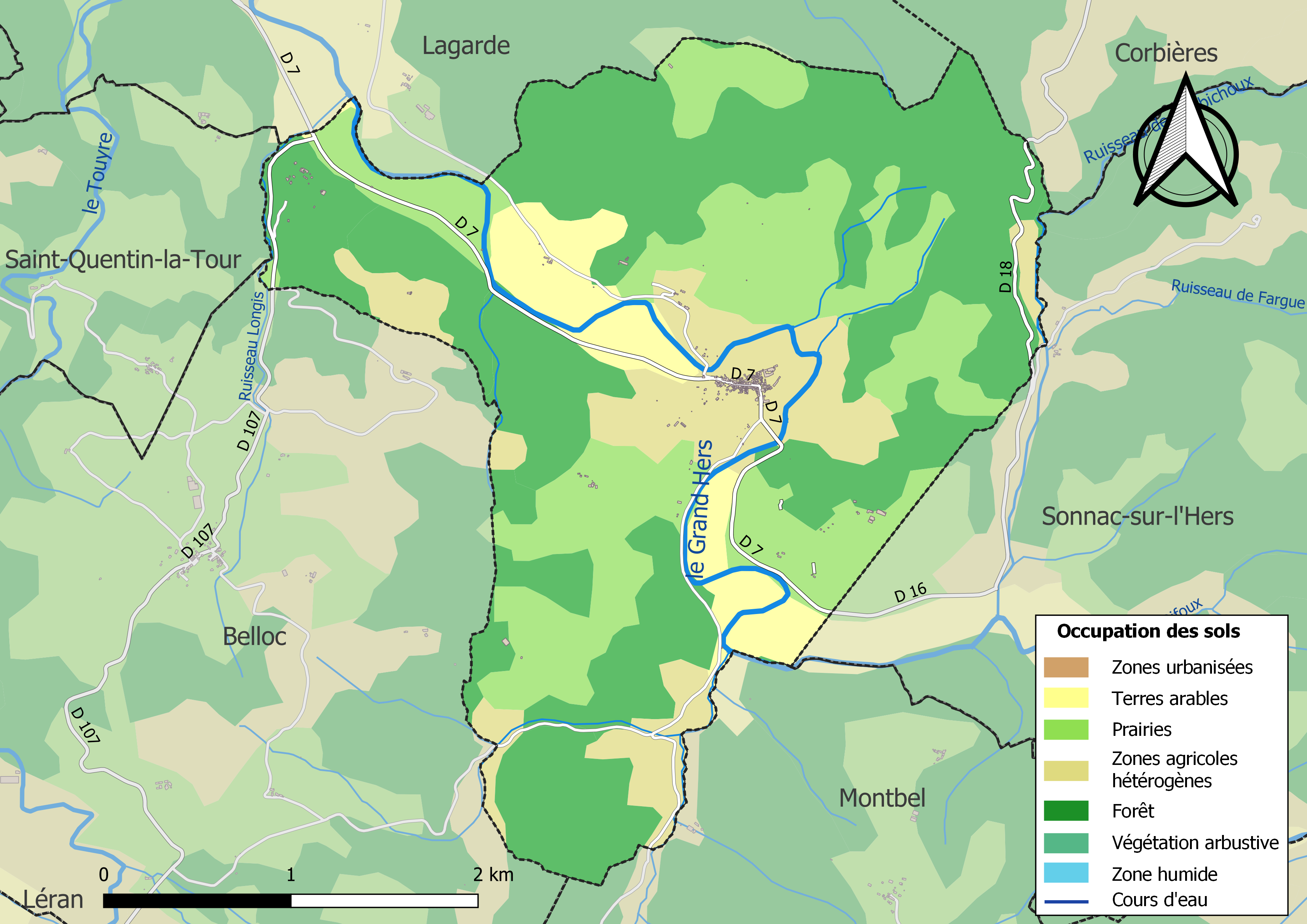
Carte des infrastructures et de l'occupation des sols de la commune en 2018 (CLC).
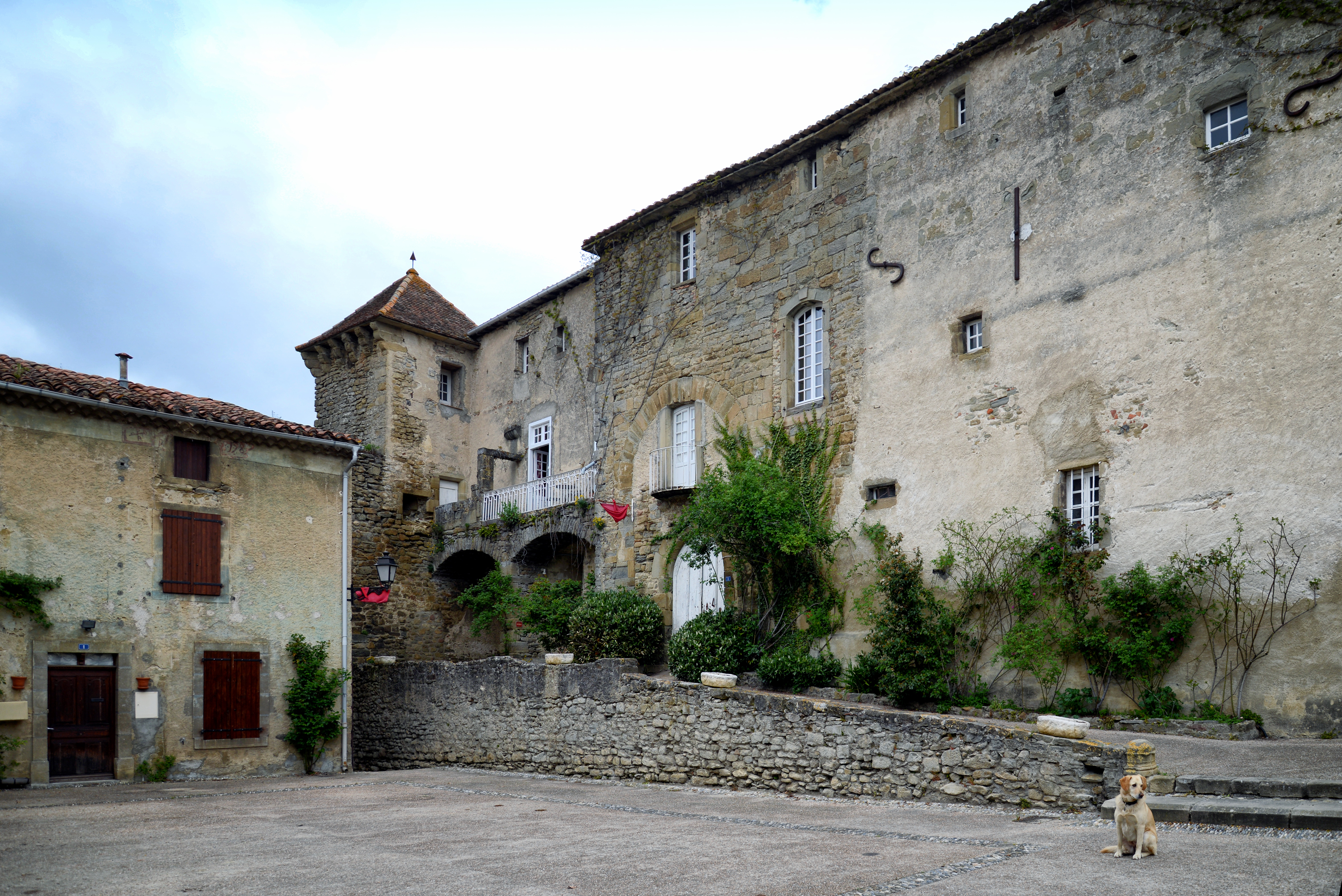
Ancienne abbatiale.

### Hameaux
La Besse, Brindou, le Cazalet, le Chiquet, Daurat, Montaragou, la Prade, Sampête, Triè...

### Habitat et logement
En 2018, le nombre total de logements dans la commune était de 189, alors qu'il était de 185 en 2013 et de 165 en 2008.
Parmi ces logements, 38,7 % étaient des résidences principales, 56,6 % des résidences secondaires et 4,7 % des logements vacants. Ces logements étaient pour 94,3 % d'entre eux des maisons individuelles et pour 5,2 % des appartements.
Le tableau ci-dessous présente la typologie des logements à Camon en 2018 en comparaison avec celle de l'Ariège et de la France entière. Une caractéristique marquante du parc de logements est ainsi une proportion de résidences secondaires et logements occasionnels (56,6 %) supérieure à celle du département (24,6 %) et à celle de la France entière (9,7 %). Concernant le statut d'occupation de ces logements, 71,6 % des habitants de la commune sont propriétaires de leur logement (77 % en 2013), contre 66,3 % pour l'Ariège et 57,5 % pour la France entière.
| Typologie                                               | Camon | Ariège | France entière |
| ------------------------------------------------------- | ----- | ------ | -------------- |
| Résidences principales (en %)                           | 38,7  | 65,7   | 82,1           |
| Résidences secondaires et logements occasionnels (en %) | 56,6  | 24,6   | 9,7            |
| Logements vacants (en %)                                | 4,7   | 9,7    | 8,2            |

### Risques majeurs
Le territoire de la commune de Camon est vulnérable à différents aléas naturels : inondations, climatiques (grand froid ou canicule), feux de forêts, mouvements de terrains et séisme (sismicité faible). Il est également exposé à un risque technologique,  la rupture d'un barrage,.

#### Risques naturels

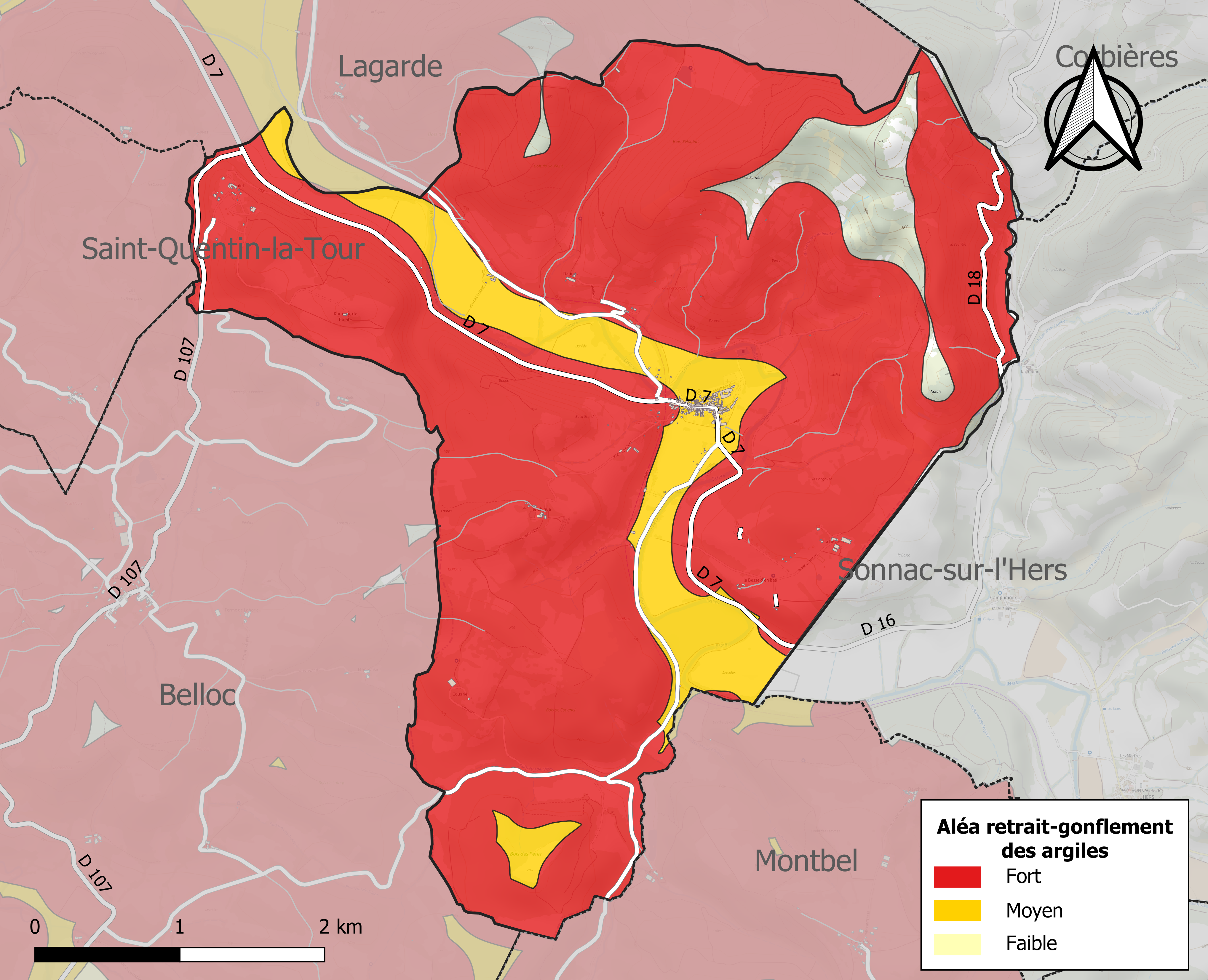
Zonage de l'aléa retrait-gonflement des argiles sur la commune de Camon.

Certaines parties du territoire communal sont susceptibles d’être affectées par le risque d’inondation par débordement, crue torrentielle d'un cours d'eau, ou ruissellement d'un versant.
Les mouvements de terrains susceptibles de se produire sur la commune sont soit des chutes de blocs, soit des glissements de terrains, soit des mouvements liés au retrait-gonflement des argiles. Près de 50 % de la superficie du département est concernée par l'aléa retrait-gonflement des argiles, dont la commune de Camon. L'inventaire national des cavités souterraines permet par ailleurs de localiser celles situées sur la commune.

#### Risques technologiques
Dans le département de l’Ariège on dénombre cinq grands barrages susceptibles d’occasionner des dégâts en cas de rupture. La commune fait partie des 80 communes susceptibles d’être touchées par l’onde de submersion consécutive à la rupture d’un de ces barrages.

## Histoire

### Moyen Âge
La tradition veut que ce soit Charlemagne qui ait, en 778, fondé un monastère sur cette petite éminence rocheuse située dans une courbe de l'Hers. Une abbaye fortifiée fut bâtie par la suite, donnée en 943 à l'abbaye de Lagrasse. Au XIIe siècle elle en devint un simple prieuré. La première enceinte fortifiée fut édifiée à la même époque, ainsi que le château de Montaragou. Le 18 juin 1279, l'abbaye avec ses fortifications fut détruite par la rupture du barrage de Puivert, qui emporta également Mirepoix et les autres villages de la vallée. En 1494, le village et son abbaye sont de nouveau mis à sac, cette fois par une bande de pillards.

### Temps modernes
C'est Philippe de Lévis-Mirepoix, évêque de Mirepoix et prieur de Camon, qui va reconstruire au début du XVIe siècle l'ensemble des bâtiments que l'on voit aujourd'hui, dont le rempart du village. Entre 1560 et 1570, le cardinal Georges d'Armagnac, alors prieur de Camon, termine l'enceinte en y accolant une tour ronde.
Lors de la création des départements, Camon fut comprise dans l'Aude puis réunie à l'Ariège en 1794.

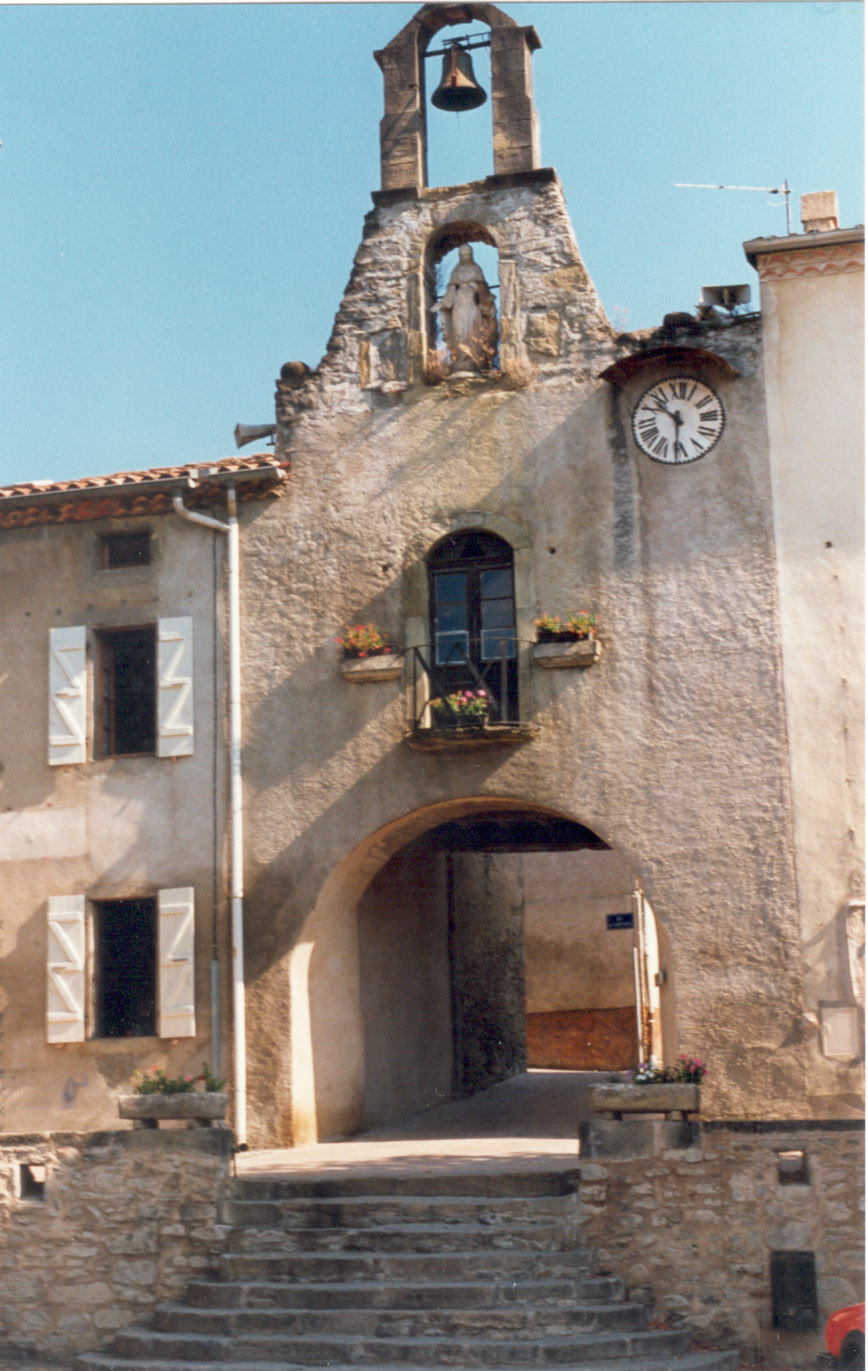
La porte d'entrée principale du village fortifié.

### Époque contemporaine
La Gare de Camon a fonctionné de 1902 à 1939 sur la ligne de Moulin-Neuf à Lavelanet. Il y eut cependant une réouverture temporaire du service voyageur du 5 mai 1941 au 6 mai 1946, la pénurie de transports routiers liée à la guerre conduisit à ajouter une voiture au train de marchandises subsistant.

## Politique et administration

### Découpage territorial
La commune de Camon est membre de la communauté de communes du Pays de Mirepoix, un établissement public de coopération intercommunale (EPCI) à fiscalité propre créé le 31 décembre 2013 dont le siège est à Mirepoix. Ce dernier est par ailleurs membre d'autres groupements intercommunaux.
Sur le plan administratif, elle est rattachée à l'arrondissement de Pamiers, au département de l'Ariège, en tant que circonscription administrative de l'État, et à la région Occitanie.
Sur le plan électoral, elle dépend du canton de Mirepoix pour l'élection des conseillers départementaux, depuis le redécoupage cantonal de 2014 entré en vigueur en 2015, et de la deuxième circonscription de l'Ariège  pour les élections législatives, depuis le redécoupage électoral de 1986.

### Administration municipale
Le nombre d'habitants au recensement de 2017 étant compris entre 100 et 499, le nombre de membres du conseil municipal pour l'élection de 2020 est de onze,.

### Liste des maires
| Période   | Période  | Identité         | Étiquette | Qualité                                                                   |
| --------- | -------- | ---------------- | --------- | ------------------------------------------------------------------------- |
| mars 2001 | mai 2020 | Jean Huillet     |           | Retraité de la fonction publique                                          |
| mai 2020  | en cours | Sylvie Czeczotka |           | Personne sans activité Professionnelle de moins de 60 ans (non Retraitée) |

## Économie

### Emploi
| Division       | 2008  | 2013   | 2018   |
| -------------- | ----- | ------ | ------ |
| Commune        | 8,4 % | 10,9 % | 8,7 %  |
| Département    | 8,9 % | 11,1 % | 11,2 % |
| France entière | 8,3 % | 10 %   | 10 %   |

En 2018, la population âgée de 15 à 64 ans s'élève à 91 personnes, parmi lesquelles on compte 79,3 % d'actifs (70,7 % ayant un emploi et 8,7 % de chômeurs) et 20,7 % d'inactifs,. En  2018, le taux de chômage communal (au sens du recensement) des 15-64 ans est inférieur à celui de la France et du département, alors qu'en 2008 il était supérieur à celui de la France.
La commune est hors attraction des villes,. Elle compte 29 emplois en 2018, contre 39 en 2013 et 30 en 2008. Le nombre d'actifs ayant un emploi résidant dans la commune est de 66, soit un indicateur de concentration d'emploi de 43,6 % et un taux d'activité parmi les 15 ans ou plus de 62 %.
Sur ces 66 actifs de 15 ans ou plus ayant un emploi, 20 travaillent dans la commune, soit 30 % des habitants. Pour se rendre au travail, 80,6 % des habitants utilisent un véhicule personnel ou de fonction à quatre roues, 3 % les transports en commun, 10,5 % s'y rendent en deux-roues, à vélo ou à pied et 6 % n'ont pas besoin de transport (travail au domicile).

### Activités hors agriculture
15 établissements sont implantés  à Camon au 31 décembre 2019.
Le secteur du commerce de gros et de détail, des transports, de l'hébergement et de la restauration est prépondérant sur la commune puisqu'il représente 40 % du nombre total d'établissements de la commune (6 sur les 15 entreprises implantées  à Camon), contre 27,5 % au niveau départemental.
L'élevage bovin est l'activité agricole principale du village aujourd'hui.
De la vigne a été plantée sur la commune au début des années 2010 dans le cadre de l'IGP Pays Cathares.

### Agriculture
|                                   | 1988 | 2000 | 2010 |
| --------------------------------- | ---- | ---- | ---- |
| Exploitations                     | 8    | 6    | 4    |
| Superficie agricole utilisée (ha) | 266  | 285  | nd   |

La commune fait partie de la petite région agricole dénommée « Coteaux de l'Ariège ». Quatre exploitations agricoles ayant leur siège dans la commune sont dénombrées lors du recensement agricole de 2010 (huit en 1988).

## Population et société

### Démographie
L'évolution du nombre d'habitants est connue à travers les recensements de la population effectués dans la commune depuis 1793. Pour les communes de moins de 10 000 habitants, une enquête de recensement portant sur toute la population est réalisée tous les cinq ans, les populations de référence des années intermédiaires étant quant à elles estimées par interpolation ou extrapolation. Pour la commune, le premier recensement exhaustif entrant dans le cadre du nouveau dispositif a été réalisé en 2004.

En 2022, la commune comptait 152 habitants, en évolution de +7,8 % par rapport à 2016 (Ariège : +1,48 %, France hors Mayotte : +2,11 %).
| 1793 | 1800 | 1806 | 1821 | 1831 | 1836 | 1841 | 1846 | 1851 |
| ---- | ---- | ---- | ---- | ---- | ---- | ---- | ---- | ---- |
| 550  | 559  | 578  | 612  | 628  | 548  | 516  | 516  | 543  |

| 1856 | 1861 | 1866 | 1872 | 1876 | 1881 | 1886 | 1891 | 1896 |
| ---- | ---- | ---- | ---- | ---- | ---- | ---- | ---- | ---- |
| 523  | 529  | 516  | 476  | 501  | 433  | 418  | 372  | 365  |

| 1901 | 1906 | 1911 | 1921 | 1926 | 1931 | 1936 | 1946 | 1954 |
| ---- | ---- | ---- | ---- | ---- | ---- | ---- | ---- | ---- |
| 402  | 352  | 383  | 280  | 257  | 239  | 204  | 200  | 197  |

| 1962 | 1968 | 1975 | 1982 | 1990 | 1999 | 2004 | 2006 | 2009 |
| ---- | ---- | ---- | ---- | ---- | ---- | ---- | ---- | ---- |
| 181  | 147  | 116  | 110  | 125  | 144  | 157  | 160  | 166  |

| 2014 | 2019 | 2022 | - | - | - | - | - | - |
| ---- | ---- | ---- | - | - | - | - | - | - |
| 145  | 147  | 152  | - | - | - | - | - | - |

| selon la population municipale des années : | 1968 | 1975 | 1982 | 1990 | 1999 | 2006 | 2009 | 2013 |
| Rang de la commune dans le département      | 158  | 181  | 197  | 183  | 173  | 165  | 166  | 182  |
| Nombre de communes du département           | 340  | 328  | 330  | 332  | 332  | 332  | 332  | 332  |

### Enseignement
Camon fait partie de l'académie de Toulouse.

### Activités sportives
Chasse, pétanque, randonnée pédestre,

## Culture locale et patrimoine
La commune cotise à l'association Les plus beaux villages de France.

### Lieux et monuments

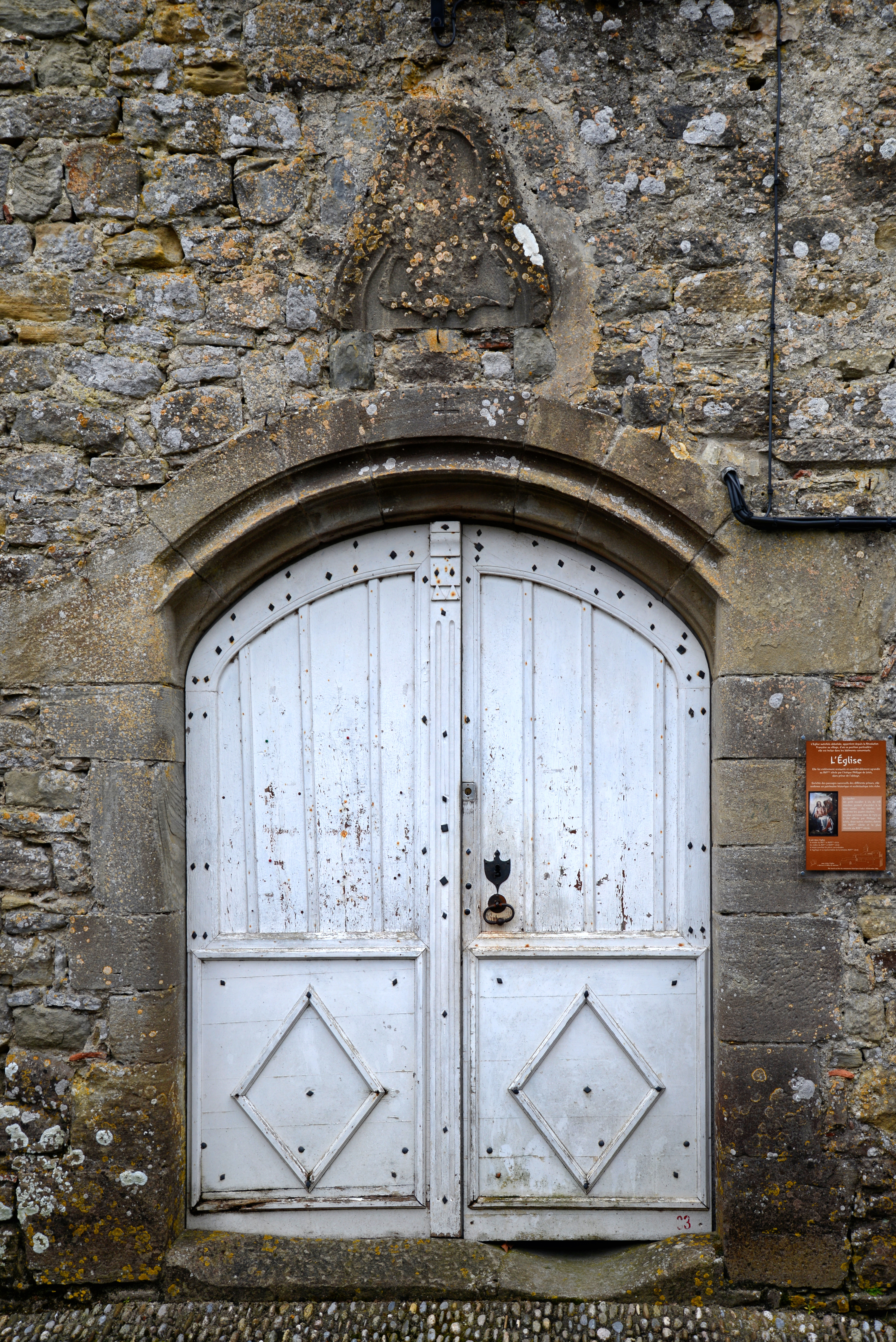
Porte de l'église autrefois abbatiale.

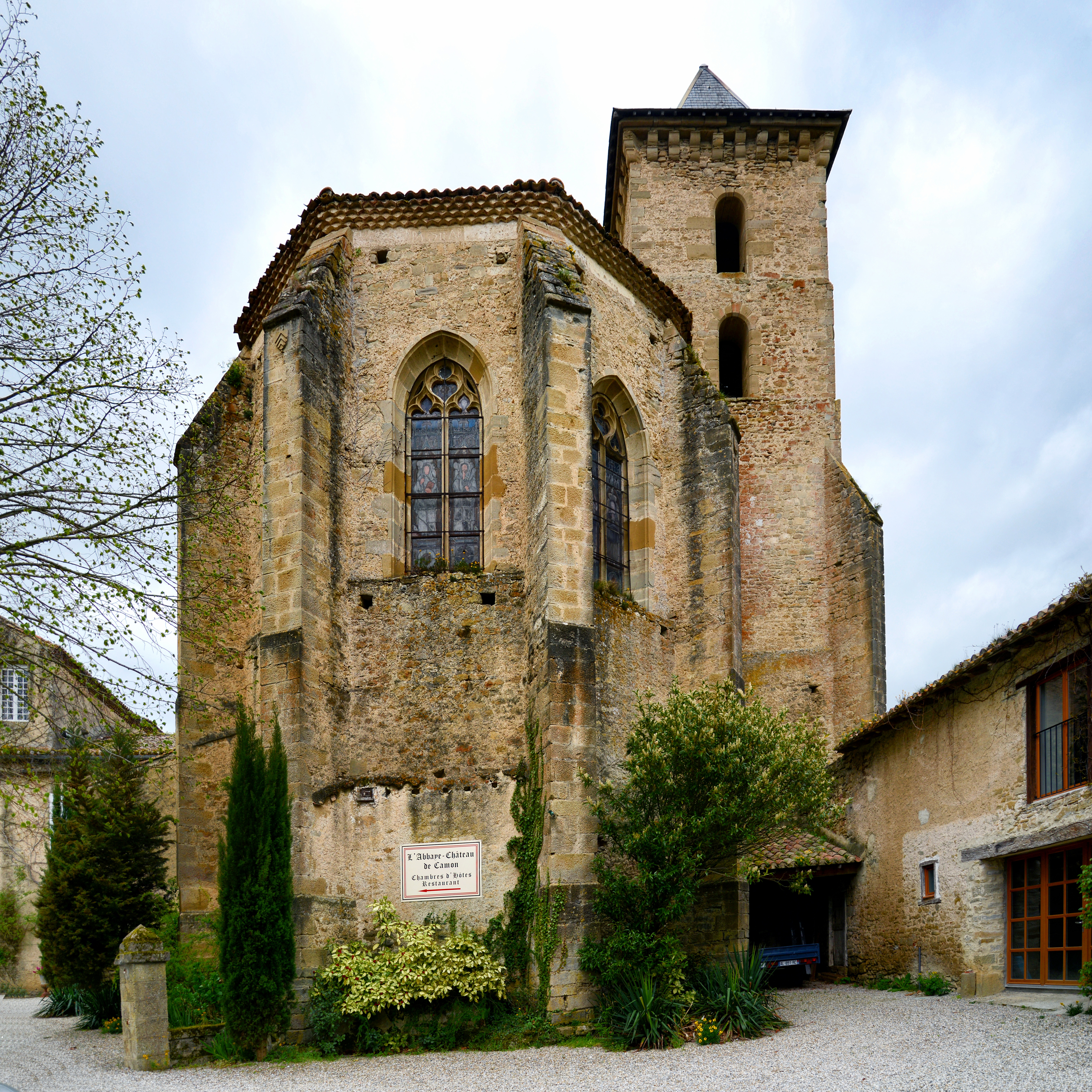
L'abbaye château de Camon - Ancienne abbatiale de la Nativité de la Vierge.

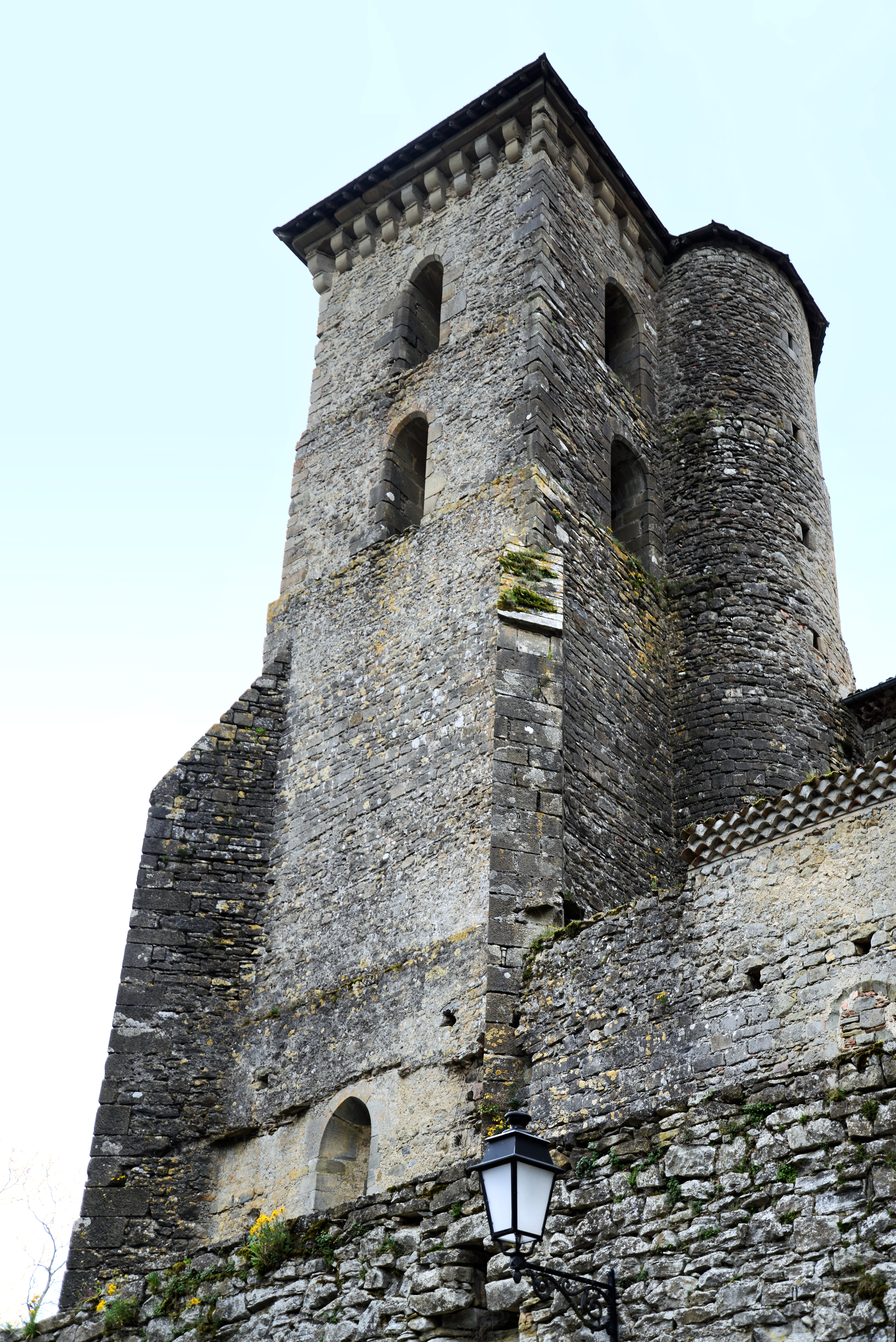
Tour carrée des remparts.

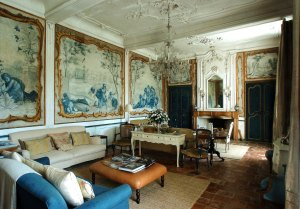
Les salons XVIIIe siècle de l'abbaye de Camon.

#### L'ancien prieuré et les remparts
Ancienne abbatiale de la Nativité-de-la-Vierge de Camon. Un acte de 943 mentionne un simple couvent dépendant de la puissante abbaye de Lagrasse. Au XIIe siècle, elle devient un prieuré simple. La forteresse du méandre, en référence au cours de l'Hers-Vif, est fortifiée à trois reprises. Les vestiges de l'église et des remparts sont inscrits Monuments historiques.
L'église faisait partie du système défensif de la ville, sa façade nord étant appuyée sur les murs d'enceinte. Les bâtiments du prieuré, protégés par une enceinte et par la rivière, sont ruinés lors de la guerre de Cent Ans. Les tours sont bâties à la fin du XVe siècle par Philippe de Lévis, évêque de Mirepoix et prieur de Camon. À la fin du XVIe siècle, au moment des guerres de Religion, on surélève les murs. Il subsiste de l'enceinte principalement le mur nord.
L'église
L'église, étroite et longue, est resserrée entre les bâtiments claustraux et le chemin de ronde. Elle a une abside ronde sans transept ; en tiennent lieu les deux chapelles latérales construites en 1661 et en 1664. Les deux sacristies datent de la même période, celle du nord étant le rez-de-chaussée de son clocher carré.
Détruite en 1420 à la suite des troubles qui marquèrent cette période, elle fut reconstruite par Philippe de Lévis, évêque de Mirepoix (1497-1537). En 1566, l'église fut incendiée accidentellement. En 1660, elle est réparée ; mais ce n'est que vers 1699 que les bénédictins de Saint-Maur se réinstallent et entreprennent de refaire le mobilier. À la Révolution, elle est en partie détruite. Elle ne sera restaurée qu'au début du XXe siècle.
Le château
Les riches aménagements intérieurs du XVIIIe siècle témoignent de la puissance de ce lieu religieux. Actuellement la bâtisse est un hôtel.

#### Le jardin d'agrément de l'abbaye
Le jardin d'agrément de l'abbaye de Camon, propriété privée, est repris à l'Inventaire général du patrimoine culturel (documentation préalable).

#### Les cabanes viticoles en pierre sèche

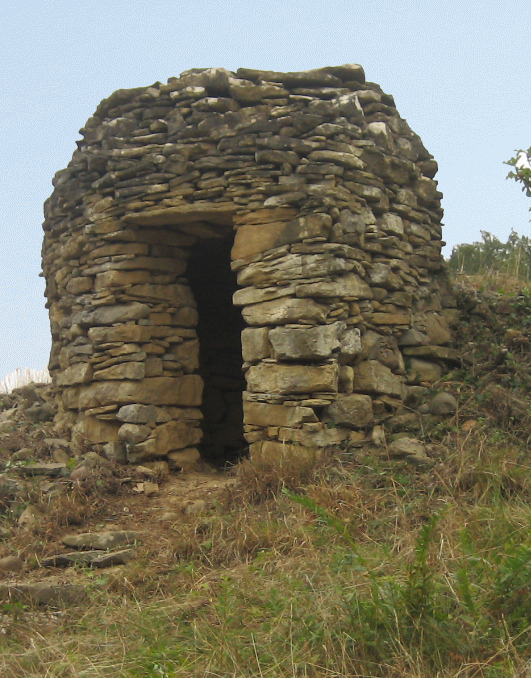
Ancienne cabane viticole en pierres sèches.

Témoins du passé viticole de Camon, les cabanes en pierres sèches et les terrasses de culture ont été utilisées jusqu'à l'épidémie du phylloxéra à la fin du XIXe siècle. Ces constructions, au nombre de 120, ont fait l'objet d'un inventaire et de restaurations. On peut les découvrir aujourd'hui lors d'une balade guidée.

#### La maison des pénitents blancs
Une façade ornée de symboles théologaux : l'ancienne chapelle des pénitents blancs (XVIe siècle) ; elle est aujourd'hui privée et habitée.

#### La Maison Haute
Ancienne tour des remparts, intégrée au système défensif du bourg fortifié, la maison haute fut transformée au XVIIe siècle en demeure seigneuriale. Privée et habitée, elle est inscrite en 2007 à l'inventaire des Monuments historiques.

#### Le métier à ferrer les bœufs
Jadis dans les villages, on ferrait les bœufs pour éviter l'usure de la corne de leurs sabots. Le ferrage s'effectuait pour les animaux les moins dociles avec un métier à ferrer. Celui de Camon a été utilisé jusque dans les années 1970. Restauré en 1993, il est l'un des rares en état de fonctionner dans la région Midi-Pyrénées.

### Patrimoine environnemental
ZNIEFF
La commune est concernée par quatre ZNIEFF de 1re génération :
- Bas Pays d'Olmes

La zone validée en 1997 couvre 13 189 ha de 23 communes.
- Bois d'en Bas et bois de Borreil

La zone validée en 1997 couvre 2 980 ha de 8 communes (Camon et sept communes de l'Aude).
- Coteau de Daurat La Ferrière

La zone validée en 1997 couvre 29 ha communaux.
- L'Hers

La zone validée en 1997 couvre 1 132 ha de 18 communes de l'Ariège et de l'Aude.
Natura 2000
Camon est concernée par un site d'intérêt communautaire (Dir. Habitat) :
Le site Natura 2000 « FR7301822 - Garonne, Ariège, Hers, Salat, Pique et Neste » désigné par arrêté du 27 mai 2009, a une superficie de 9 602 ha des départements de l'Ariège, Haute-Garonne, Hautes-Pyrénées et Tarn-et-Garonne.

### Personnalités liées à la commune
- Philippe de Lévis

### Héraldique
| Blason | Blasonnement : Palé et contre-palé de gueules et d'or de quatre pièces. |

### Randonnée
Le sentier de grande randonnée 7 (sentier européen E4) passe par Camon dans l'étape de Mirepoix à Andorre-la-Vieille.

## Pour approfondir